# Piestognathus douei
Piestognathus douei là một loài bọ cánh cứng trong họ Tenebrionidae. Loài này được Pierre Hippolyt Lucas miêu tả khoa học năm 1858.